# Crada
Crada (* 26. Juni 1982; bürgerlich Christian Kalla) ist ein deutscher Hip-Hop- und Pop-Produzent.

## Leben
Crada wuchs im bayerischen Marktleuthen auf. Mit dreizehn Jahren inspirierte ihn die Übertragung der Veranstaltung Mayday, sich als DJ auszuprobieren. Fünf Jahre später begann er mit seinem ersten Computer, Beats für einen befreundeten Rapper zu produzieren. Sie halfen, das lokale Festival der Ekstase zu organisieren und gründeten die Formation Sceptic. In einer Rezension auf laut.de wird Crada zusammen mit Astad als MC beschrieben, als DJ habe Scratch Dee fungiert. Die Gruppe trat auf einigen größeren Festivals auf. Nach der Schulzeit ließ Crada sich zunächst zum Groß- und Einzelhandelskaufmann ausbilden und studierte zwei Semester lang Internationales Management an der Hochschule für Angewandte Wissenschaften Hof. 2005 wurde er in die Popakademie Baden-Württemberg aufgenommen, wo er ein Studium des Popmusikdesigns absolvierte. Während des Studiums lernte er sein Management kennen.
Erste größere Erfolge konnte er 2010 mit der Produktion von Fireworks für Drake feat. Alicia Keys erzielen. Anfang Juli 2010 wurde er von Hiphop.de als Mannheimer und Ende des Monats von Drums&percussion als Frankfurter bezeichnet. Um 2011 war er als Dozent an der Popakademie Baden-Württemberg und dem Columbia College Chicago tätig. Außerdem förderte er Nachwuchstalente und arbeitete weiterhin mit Astad zusammen. 2013 unterschrieb er bei dem Musikverlag BMG Rights Management. Im Jahr 2017 erschien der Film Dieses bescheuerte Herz, zu dessen Soundtrack er Lieder beigesteuert hatte. 2018 zog er nach Waldershof in Bayern. Bei der Verleihung des Deutschen Musikautor*innenpreises 2019 wurde Crada in der Kategorie Komposition Hip-Hop ausgezeichnet.
Crada ist verheiratet und Vater zweier Töchter.

## Diskografie

### Studioalben
- 2010: Motion Music Vol. 1

### Autorenbeteiligungen und Produktionen
Crada als Autor (A) und Produzent (P) in den Charts
| Jahr | Titel Interpretation                               | Höchstplatzierung, Gesamtwochen, AuszeichnungChartplatzierungen (Jahr, Titel, Interpretation, Platzierungen, Wochen, Auszeichnungen, Anmerkungen) | Höchstplatzierung, Gesamtwochen, AuszeichnungChartplatzierungen (Jahr, Titel, Interpretation, Platzierungen, Wochen, Auszeichnungen, Anmerkungen) | Höchstplatzierung, Gesamtwochen, AuszeichnungChartplatzierungen (Jahr, Titel, Interpretation, Platzierungen, Wochen, Auszeichnungen, Anmerkungen) | Höchstplatzierung, Gesamtwochen, AuszeichnungChartplatzierungen (Jahr, Titel, Interpretation, Platzierungen, Wochen, Auszeichnungen, Anmerkungen) | Höchstplatzierung, Gesamtwochen, AuszeichnungChartplatzierungen (Jahr, Titel, Interpretation, Platzierungen, Wochen, Auszeichnungen, Anmerkungen) | Anmerkungen                                                 |
| Jahr | Titel Interpretation                               | DE | AT | CH | UK | US | Anmerkungen                                                 |
| --- | -------------------------------------------------- | --- | --- | --- | --- | --- | ----------------------------------------------------------- |
| 2013 | Unter die Haut P Tim Bendzko feat. Cassandra Steen | DE16 Gold · (19 Wo.)DE | AT49 (4 Wo.)AT | CH59 (2 Wo.)CH | — | — | Erstveröffentlichung: 22. November 2013 Verkäufe: + 200.000 |
| Folgende Lieder erschienen nicht als Single, wurden aber durch das Album zum Download und Streaming bereitgestellt und konnten somit eine Platzierung erlangen: |                                                    | | | | | |                                                             |
| |                                                    | | | | | |                                                             |
| 2010 | Fireworks A, P Drake feat. Alicia Keys             | — | — | — | — | US71 (1 Wo.)US | Charteinstieg: 3. Juli 2010                                 |

Weitere Autorenbeteiligungen und Produktionen (Auswahl)
- 2006: DJ Kitsune feat. Samy Deluxe – Fuckin' Baus
- 2007: Chakuza – Hollywoodreif
- 2007: Olli Banjo – Don't do drugs
- 2008: Baba Saad feat. Ado – Zeig mir deine Freunde
- 2008: Wicht – Jap!
- 2009: Kid Cudi feat. Chip Tha Rippa – Hyyerr
- 2010: Culcha Candela – General
- 2010: Griot – Es tuet mer leid
- 2010: Jay Rock feat. Giddy & Kendrick Lamar – Diary of a Broke Nigga
- 2011: Clare Maguire – Freedom
- 2011: D-Block – Get That Paper
- 2012: Die Orsons – Das Leben ist sch.
- 2012: Young Buck – We Goin Shoppin
- 2013: Daniel Nitt – You
- 2013: La Fouine – Donne-moi
- 2013: Tinie Tempah feat. Sway Clarke II – Tears Run Dry
- 2013: Yvonne Catterfeld – Nicht drüber reden
- 2014: Cassandra Steen – Bleibt alles gleich
- 2014: Marlon Roudette – America
- 2014: Teesy – Balance
- 2015: Jordin Sparks – Left... Right?
- 2015: Rea Garvey – I'm All About You
- 2016: Genetikk – Cash oder Liebe
- 2016: Kaind – Tiefe Flüsse
- 2019: Fabian Römer feat. Kaind – Keine Antwort
- 2019: VanVelzen – Opposite Lover

## Auszeichnungen

### Preise
- 2019: Deutscher Musikautor*innenpreis in der Kategorie Komposition Hip-Hop[8]

### Auszeichnungen für Musikverkäufe
Anmerkung: Auszeichnungen in Ländern aus den Charttabellen bzw. Chartboxen sind in ebendiesen zu finden.
| Land/RegionAuszeichnungen für Musikverkäufe (Land/Region, Auszeichnungen, Verkäufe, Quellen) | Gold  | Platin | Verkäufe | Quellen           |
| -------------------------------------------------------------------------------------------- | ----- | ------ | -------- | ----------------- |
| Deutschland (BVMI)                                                                           | Gold1 | —      | 200.000  | musikindustrie.de |
| Insgesamt                                                                                    | Gold1 | —      |          |                   |